# Copa Africana de Clubes Campeones 1973
La Copa Africana de Clubes Campeones de 1973 fue la 9.ª edición del torneo anual de fútbol a nivel de clubes organizado por la CAF.
Participaron 24 equipos jugando un sistema de knock-out con partidos de ida y vuelta.
El AS Vita Club de Zaire ganó la final, obteniendo el título por primera ocasión.

## Primera Ronda
| Equipo 1          | Agr.           | Equipo 2        | Ida | Vuelta |
| ----------------- | -------------- | --------------- | --- | ------ |
| ASEC Mimosas      | 5-2            | Mighty Barrolle | 2-1 | 3-1    |
| ASFA Dakar        | 4-6            | Modèle Lomé     | 2-2 | 2-4    |
| Horseed           | 3-6            | Ismaily         | 3-1 | 0-5    |
| Kenya Breweries   | 2-2 (5-4 pen.) | Tele SC Asmara  | 1-1 | 1-1    |
| CARA Brazzaville  | 3-2            | Sports Dynamic  | 1-0 | 2-2    |
| Fortior Mahajanga | 6-3            | Police          | 5-1 | 1-2    |
| Mighty Jets       | 2-21           | Jeanne d'Arc    | 2-1 | 0-1    |
| Young Africans    | 2-3            | Al-Merrik       | 1-2 | 1-1    |

1 Jeanne d'Arc abandonó el torneo después del segundo partido.

## Segunda Ronda
| Equipo 1        | Agr.           | Equipo 2          | Ida | Vuelta |
| --------------- | -------------- | ----------------- | --- | ------ |
| Hafia           | 5-5 (3-2 pen.) | ASEC Mimosas      | 2-1 | 3-4    |
| Stade Malien    | 2-1            | Modèle Lomé       | 2-1 | 0-0    |
| Ismaily         | 5-1            | Al-Ahly Benghazi  | 4-1 | 1-0    |
| Kenya Breweries | 4-3            | Simba             | 3-1 | 1-2    |
| Léopards Douala | 2-1            | CARA Brazzaville  | 2-0 | 0-1    |
| Kabwe Warriors  | 7-0            | Fortior Mahajanga | 4-0 | 3-0    |
| Vita Club       | w/o            | Mighty Jets       | 1   |        |
| Al-Merrikh      | 1-4            | Asante Kotoko     | 1-1 | 0-3    |

1 Mighty Jets fue forzado a abandonar el torneo por no poder pagar el costo del viaje a Zaire del primer partido.

## Cuartos de final
| Equipo 1        | Agr. | Equipo 2        | Ida | Vuelta |
| --------------- | ---- | --------------- | --- | ------ |
| Hafia           | 5-6  | Léopards Douala | 2-4 | 3-2    |
| Stade Malien    | 1-7  | Vita Club       | 0-3 | 1-4    |
| Kenya Breweries | 1-21 | Ismaily         | 0-0 | 1-2    |
| Kabwe Warriors  | 2-3  | Asante Kotoko   | 2-1 | 0-2    |

1 Al-Ismaily abandonó el torneo después del 2.º partido.

## Semifinales
| Equipo 1        | Agr. | Equipo 2        | Ida | Vuelta |
| --------------- | ---- | --------------- | --- | ------ |
| Vita Club       | 4-3  | Léopards Douala | 3-0 | 1-3    |
| Kenya Breweries | 1-4  | Asante Kotoko   | 0-2 | 1-2    |

## Final
| Equipo 1      | Agr. | Equipo 2  | Ida | Vuelta |
| ------------- | ---- | --------- | --- | ------ |
| Asante Kotoko | 4-5  | Vita Club | 4-2 | 0-3    |

## Campeón
| Zaire               |
| Vita Club 1º título |